# آماناوه
آماناوه (به انگلیسی: 'Amanave) یک منطقهٔ مسکونی در ایالات متحده آمریکا است که در ساموآی آمریکا واقع شده‌است. آماناوه ۰٫۸۸۵ کیلومتر مربع مساحت و ۲۸۷ نفر جمعیت دارد.